# Schismatomma niveum
Schismatomma niveum är en lavart som beskrevs av D. Hawksw. & P. James. Schismatomma niveum ingår i släktet Schismatomma och familjen Roccellaceae.   Inga underarter finns listade i Catalogue of Life.